# Andy Barat
Pour les articles homonymes, voir Barat.
Andy Barat, né le 29 novembre 1997 à Anjouan, est un kayakiste comorien originaire de l’île d’Anjouan.

## Engagement professionnel et social
Andy Barat, un kayakiste comorien de 26 ans, représente les Comores lors des Jeux olympiques de Paris 2024, avec un objectif réaliste de parvenir aux demi-finales en slalom et en cross. Cet ancien militaire, aujourd'hui employé dans les pompes funèbres, a fait le choix de se consacrer au kayak, un sport traditionnellement dominé par de grandes nations, visant à faire briller son pays d'origine. Avec l'aide de sponsors et de sa fédération, il espère continuer sa carrière jusqu'aux Jeux olympiques de Los Angeles 2028.

## Biographie
Andy Barat devient vice-champion d'Afrique en canoë-kayak lors des championnats d'Afrique à Sainte-Suzanne , qualificatif pour les Jeux olympiques d'été de 2024. C'est la première fois qu’un Comorien participe à une compétition de canoë aux Jeux olympiques,.